# Apheledes guttulatus
Apheledes guttulatus är en skalbaggsart som beskrevs av Leon Fairmaire 1893. Apheledes guttulatus ingår i släktet Apheledes och familjen långhorningar.
Artens utbredningsområde är Madagaskar. Inga underarter finns listade i Catalogue of Life.